# Tündérasztrild
A tündérasztrild (Estrilda charmosyna) a madarak osztályának a verébalakúak (Passeriformes) rendjébe, ezen belül a díszpintyfélék (Estrildidae) családjába tartozó faj.
A magyar neve forrással nincs megerősítve.

## Rendszerezése
A fajt Anton Reichenow német orvos ornitológus írta le 1881-ben, a Habropyga nembe Habropyga charmosyna néven. Sorolják a Brunhilda nembe Brunhilda charmosyna néven is.

## Alfajai
- Estrilda charmosyna charmosyna – (Reichenow, 1881)
- Estrilda charmosyna kiwanukae – (van Someren)[2]

## Előfordulása
Afrika keleti részén, Dél-Szudán Etiópia, Kenya, Szomália, Szudán és Tanzánia területén honos. Természetes élőhelyei a szubtrópusi vagy trópusi száraz cserjések és szavannák, valamint szántóföldek. Állandó, nem vonuló faj.

## Természetvédelmi helyzete
Az elterjedési területe nagyon nagy, egyedszáma pedig stabil. A Természetvédelmi Világszövetség Vörös listáján nem fenyegetett fajként szerepel.